# Concentration des médias
 (février 2024).
Si vous disposez d'ouvrages ou d'articles de référence ou si vous connaissez des sites web de qualité traitant du thème abordé ici, merci de compléter l'article en donnant les références utiles à sa vérifiabilité et en les liant à la section « Notes et références ».
La concentration des médias, ou convergence des médias, est un processus au cours duquel quelques individus ou organisations accroissent progressivement leur contrôle sur les médias de masse (journaux, magazines, livres, télévisions, radios, sites internet, etc.), sur l'industrie culturelle ainsi que sur les groupes de communication (entreprise de sondages, téléphonie mobile, internet, etc.) et par là, sur les moyens de produire et de diffuser de l'information (au sens large) et des savoirs.
Les recherches contemporaines ont mis en évidence une forte augmentation du niveau de concentration dans de nombreuses industries des médias déjà hautement concentrées et dominées par un très petit nombre d'entreprises en un schéma oligopolistique.
À côté des géants du web comme Meta et Google qui permettent de véhiculer des milliards de données et de connecter des milliards d'utilisateurs, des conglomérats comme Paramount Global, The Walt Disney Company, Bertelsmann sont parmi les plus importants producteurs et distributeurs au monde de contenus. Du côté de l'information et des savoirs professionnels financiers et scientifiques à forte valeur ajoutée sur le plan commercial, même constat, avec des groupes comme RELX, Informa ou Thomson Reuters.
Oligopole en apparence dominé par les industries américaines, il voit l'arrivée d'acteurs originaires de pays comme la Chine et l'Inde, depuis les années 2010 : la bataille se joue moins sur les économies d'échelle (et donc le développement du capital par acquisition et fusion) que sur les transferts de technologies et le coût du travail.

## Éléments de définition
L'intégration verticale est un mode de concentration qui permet à un groupe entrepreneurial de contrôler toute la chaîne de production d'un produit ou d'une gamme de produits.
Un exemple : une entreprise qui possèderait l'ensemble des journaux papiers vendus sur un territoire X, serait également propriétaire de forêts, de papetiers, d'imprimeries, de diffuseurs et distributeurs, de salles de rédactions et autres biens immobiliers, des contenus rédactionnels et de leurs droits dérivés.
L'intégration horizontale est un second mode de concentration qui désigne le contrôle d'un groupe sur tout un secteur d'activité.
Des conglomérats possédant plusieurs types de médias et à la fois l'ensemble de la chaîne de production se sont formés dès la fin du XIXe siècle : ce phénomène n'est donc pas nouveau. Il change juste d'échelle en termes de volumes, et surtout de mode de capitalisation.
Ces deux forme d'intégration s'opèrent aujourd'hui en réalité de façon indirecte : un groupe ne possède pas 100 % de chacun des maillons de production ou l'ensemble des acteurs d'un même secteur mais seulement des parties, qui passe financièrement alors par un processus appelé holding.
Des effets de consolidation, de convergence et de fusion, sont constatés à différents niveaux : 
- au sein d'un même type de média,
- au sein d'une même thématique d'information, ou encore
- entre types distincts de médias.

Convergence et fusion sont à la fois effectuées dans le cadre de la recherche et développement par intégration, par un média, d'outils émergents (une nouvelle technologie ou de forme de production/diffusion) et aussi, de manière stratégiquement organisée, par de grands groupes financiers, qui possèdent des parts dans les médias, lesquels groupes sont en principe motivés par la rentabilité puisqu'ils dépendent d'investisseurs (des fonds d'investissement, un autre grand groupe, un État, etc.).

## Enjeux
Les phénomènes de concentration présentent plusieurs risques.
Un premier enjeu est celui de l'homogénéisation (on parle parfois de pensée unique ou d'univocité) et d'une perte du pluralisme (plurivocité) de l'information, lequel implique d'apporter un éventail de points de vue et que personne ne détienne trop d'influence ouverte ou cachée.
D'autres enjeux apparaissent comme la transparence de l'information, ou encore son indépendance par rapport aux pouvoirs politiques, industriels et commerciaux (et toute forme de lobby).
Un enjeu de taille est celui de l'accessibilité au savoir : concentrer tout ce qui rapporte au savoir sur un domaine permet possiblement d'en réserver ou d'en fermer l'accès.
Enfin, un enjeu majeur concerne le contrôle de l'un des maillons de la chaîne de production : si ce maillon essentiel dépend d'un seul et unique acteur, alors celui-ci détient un pouvoir considérable. Exemple : posséder le monopôle sur la production d'un matériau permettant de faire fonctionner un écran (ordinateur, téléphone portable).
Dans un État de droit qui en principe prévoit des gardes fous, ces menaces sont contrebalancées par la qualité du service public d'information et des lois anti-monopôle pour atteinte à la concurrence.
Ces enjeux sont bien entendu à mesurer à l'aune du développement exponentiel d'Internet qui permet à chaque utilisateur de se transformer potentiellement en producteur de contenus informationnels.

## Tendances historiques
Le phénomène de concentration dans les médias, comme dans l'ensemble du système capitaliste par le biais de la concurrence et de la fusion-acquisition est ancien et continue. Il s'explique par rapport à trois dimensions principales : les produits-marchés, les technologies, les capitaux de l'entreprise.
Mario d'Angelo montre ainsi que sur les années 1980-2000 jouent dans les stratégies produits-marchés de concentration, les aires linguistiques (pour l'écrit dans le cas du livre par exemple), les catalogues (contenus artistiques comme dans le cas des majors du disque). L'acquisition de technologies (comprenant le technique proprement dit et les savoir-faire liés) est une autre motivation dans les stratégies de concentration en particulier avec les réseaux numériques qui donnent lieu aussi à de nouveaux entrants sur les marchés et à une diversification des canaux par lesquels les consommateurs peuvent accéder aux contenus existants (par exemple pour le film, la salle de cinéma, la télévision, le support DVD, etc.). Quant à la dimension financière, elle renvoie à la capacité de mobiliser des financements de plus en plus considérables avec l'élargissement des marchés (coûts promotionnels, diversification des offres) et l'accélération des changements technologiques. Les capitaux permanents font effets de levier.
Ainsi, des lois anti-trust étaient votées aux États-Unis pour empêcher une concentration excessive qui aboutirait à un monopole ou à un oligopole (rassemblement de quelques groupes de presse qui détiennent une puissance suffisante pour dicter les prix du marché). Ainsi, la production cinématographique est dominée par de grands studios depuis le début du XXe siècle, de même que la production musicale. Celle-ci est aujourd'hui contrôlée par les trois majors qui représentent 80 % du marché : Universal, Sony Music Entertainment, et Warner. Selon Le Monde, plus d'un cd sur deux est aujourd'hui vendu en grande surface alimentaire.
Certains grands propriétaires de l'industrie ont racheté une grande part de leur concurrents, comme dans le secteur des télécommunications, et de la diffusion. Dans le domaine de la presse, le groupe Axel Springer AG en Allemagne fédérale et le groupe Hersant en France ont procédé dans les années 1960 à de telles concentrations.
Aux États-Unis, six conglomérats (Disney, Viacom, Time Warner, News Corp, Bertelsmann, et la Comcast) possèdent 90 % du marché des médias. L'Australien Rupert Murdoch est aussi un magnat de la presse au niveau mondial, détenant de nombreux tabloïds et présent aussi dans le secteur de la télévision.
En France, de la même manière, quelques grands groupes (Lagardère, Dassault, etc.) se partagent l'essentiel des médias. Les neuf principaux groupes de presse français réalisent un chiffre d'affaires qui se situe entre 2,2 milliards d'euros et 280 millions d'euros. Par ordre décroissant de chiffre d'affaires, il s'agit de Lagardère Active (Lagardère), de la Socpresse (Dassault) (Le Figaro), du groupe Amaury (Le Parisien), de Prisma Presse, du groupe Le Monde, d'Emap Media, de Bayard Presse, d'Ouest-France et de Sud Ouest.
Depuis que les médias audiovisuels ont pris de l'importance, existe une tension entre des tendances plus ou moins contradictoires ; une tendance au contrôle externe (par l'État, par un lobby, par un groupe financier, etc.), une tendance à la régulation interne ou à l'auto-régulation, avec des cadres légaux ou chartes éthiques, et une tendance à la libre expression incluant le droit de provoquer et de caricaturer.
À Paris, à partir du 18 janvier 2022 de grands industriels, dont Bernard Arnault et Vincent Bolloré, sont convoqués au Sénat sur fond d'inquiétude suscitée par leur mainmise sur la plupart des médias français. L'historien des médias Alexis Lévrier, maître de conférence à l'université de Reims, dans un entretien à l'AFP rappelle que « Jamais dans l'histoire de l'Hexagone une poignée de milliardaires n'a eu une emprise aussi forte sur les chaînes de télévision, radio, journaux et magazines et ce en pleine campagne présidentielle ». Patrick Drahi et Martin Bouygues sont auditionnés. Le Sénat remet son rapport en mars 2022 pour faire la lumière sur les conséquences d'une telle concentration,.
En octobre 2024, le vice président de la commission des affaires culturelles et de l'éducation de l'Assemblée Nationale, Philippe Ballard, publie un rapport dans le cadre du projet de loi de finances pour 2025 dans lequel il consacre toute une partie intitulée : « Les règles anti-concentration dans le secteur audiovisuel sont-elles adaptées à la concurrence des plateformes? » . Il y défend notamment une refonte du dispositif sectoriel de contrôle des concentrations dans le secteur des médias audiovisuels pour favoriser la concentration des grands groupes audiovisuels français et de ce fait « préserver la souveraineté audiovisuelle française face aux GAFAN.» Selon le rapporteur, « un tel projet permettrait de structurer durablement le paysage audiovisuel français, pouvant permettre par la suite la privatisation du service public audiovisuel.»,

## Réseau de distribution
La distribution des journaux nationaux est, en France, principalement assurée par Presstalis et les Messageries lyonnaises de presse. La loi Bichet (1947) garantit à tout éditeur la possibilité de mettre son titre en vente dans tous les points de vente du territoire. Mais l'équilibre économique d'un magasin de presse est difficile à trouver. Les volumes de ventes baissent, et près de 4 300 points de vente ont fermé en 2005, leur nombre total tombant à 29 271.

## Une évolution parallèle: la«diversification»des médias
Certains affirment que sous le phénomène apparent de concentration des médias se dissimule une diversification, voire un foisonnement des médias entraîné par l'apparition d'Internet et autres NTIC (Nouvelles technologies de l'information et de la communication). Ainsi, l'avènement du web 2.0 a rendu possible l'appropriation de l'Internet à des utilisateurs nécessitant moins de compétence informatique, ce qui a amené l'émergence des médias sociaux, qui dynamisent le journalisme citoyen.
Les plus optimistes[Qui ?] affirment que ce développement rééquilibrera l'information par un accès généralisé aux informations, idéalement de tous à tout, plutôt que décidée par les seuls professionnels de l'information qui pourraient exercer une censure discrète.
Néanmoins, ce point de vue qui affirme une certaine « démocratisation des médias » passe sous silence nombre de caractères d'un tel « journalisme citoyen ». Ainsi, à de rares occasions près, il se nourrit de la presse elle-même : la blogosphère fonctionne ainsi davantage comme caisse de résonance de certaines informations plutôt que comme productrice d'informations originales. Ce « journalisme citoyen » pose en outre des problèmes de vérification et d'authentification de l'information; de traitement de l'information (la formation professionnelle des journalistes et leur vigilance constante à l'égard de l'actualité les aide en effet à mettre en contexte les faits bruts diffusés par les dépêches d'agence, soit en ajoutant quelques éléments historiques, soit en prenant une distance politique vis-à-vis de faits ou de déclarations affirmées de façon unilatérale — ainsi, certains régimes politiques, du Venezuela d'Hugo Chávez à l'Iran, doivent souvent affronter une couverture d'agence de presse hostile, qui passe sous silence certains faits historiques — au Venezuela, le rôle historique de l'oligarchie et l'absence de toute réforme agraire; en Iran, l'écartement du modéré Ali Khamenei remplacé par l'ultra Mahmoud Ahmadinejad, et la thèse qui pourrait sembler légèrement aventureuse selon laquelle un changement de régime induirait une modification de la politique énergétique iranienne — quand bien même le programme nucléaire iranien aurait été impulsé sous le shah avec l'aide des États-Unis, fait historique soulignant une continuité étatique de cette puissance régionale majeure).
Enfin, alors que la presse est en crise depuis plusieurs décennies, et que l'apparition des NTIC l'oblige à changer ses habitudes, on peut considérer qu'il y a paradoxe à parler d'un « foisonnement de la presse citoyenne » à l'heure même où la presse de qualité, d'opinion ou non, est en danger. Si on peut à juste titre critiquer la formation d'une « caste » de journalistes[non neutre] (comme l'a fait par exemple François Ruffin dans Les Petits soldats du journalisme), ainsi qu'une censure économique s'exerçant parfois dans des titres détenus par des grands groupes économiques, il n'en reste pas moins que l'information, sa compréhension et son analyse, reste un métier à part entière demandant du temps et de l'argent. À cet égard, les ennuis dont sont victimes les titres dits mineurs de la presse nationale, qui assurent la diversité des informations en couvrant ce qui ne l'est pas toujours, est symptomatique d'une telle crise de la presse citoyenne. Alors que les principaux titres de la presse nationale — Le Figaro, Le Monde et Libération — ont reçu des aides non négligeables de l'État au titre de la « modernisation de la presse » — ce qui a notamment permis au Monde de financer ses toutes nouvelles imprimeries — des titres plus mineurs tels que L'Humanité ou La Croix n'ont pas eu droit à une telle manne. Aussi, ces titres reposent principalement sur l'abonnement.
En France, en 2011, la variété des sujets d'information disponible le web est très élevée, avec plusieurs centaines de sujets abordés chaque jour. Cependant, un nombre réduit de ces sujets est mis en avant et répété avec insistance et redondance. Les infomédiaires et les sites les plus « productifs » sont à l'origine de redondance massive dans le traitement de l'information. Les blogs, et les journaux pure players dans une moindre mesure, sont à l'origine de la variété.

### Crise de la presse
On constate aujourd'hui, dans l'évolution historique des médias, d'une part des difficultés croissantes dans le secteur de la presse écrite (France-Soir, Politis, Libération, L'Humanité, et même Le Monde sont tous des journaux hexagonaux ayant dû affronter des problèmes récurrents de trésorerie — la stratégie économique et financière de Le Monde a d'ailleurs fourni l'un des thèmes principaux de La Face cachée du Monde (2003) écrits par les journalistes Pierre Péan et Philippe Cohen, qui dénoncent entre autres une vampirisation des éditions de la Vie Catholique (qui contrôlent notamment Télérama) par Le Monde — via le groupe La Vie-Le Monde — ainsi que des projets de lancer un quotidien gratuit — niés à l'époque par Jean-Marie Colombani, qui affirmait notamment qu'« il n'y a pas de lien entre la liberté des journalistes qui peuvent s'inquiéter, à bon droit, du développement de la presse gratuite et une politique d'entreprise - en l'espèce, celle de notre filiale d'impression ».

### Presse gratuite
En outre, elle ignore le développement inquiétant de la presse gratuite (Metro International, etc.) qui se finance exclusivement par le biais de la publicité. Le Monde a lui-même décidé de sortir un quotidien gratuit avec le groupe Vincent Bolloré (qui a lancé en juin 2006 Direct Soir, puis Direct Matin) — bien qu'il dénonçât férocement, lors du lancement du quotidien gratuit de Métro France, le danger que constitue une telle presse pour la presse dite sérieuse. Le Canard enchaîné remarquait avec ironie en septembre 2006 que de tels quotidiens gratuits avaient cessé d'être publiés pendant l'été 2006, période de vaches maigres publicitaires. Ainsi, la guerre israélo-libanaise n'a pas eu lieu dans Métro. Selon une déclaration de juin 2006 de l'Association mondiale des journaux (AMJ), 18,6 millions d'exemplaires de quotidiens gratuits ont été diffusés en Europe en 2005. En Espagne, la presse quotidienne gratuite représente jusqu’à 51 % du marché. Ils sont apparus en France en 2002 : 20 minutes, contrôlé à 50 % par le groupe norvégien Schibsted et par le Groupe SIPA - Ouest-France (via Sofiouest, 25 %, et Spir Communication, 25 %), ainsi que Métro, propriété de Metro France elle-même filiale du groupe suédois Metro International (groupe Kinnevik) et de TF1 (34 %, contrôlé par Bouygues).

### «Blogosphère»
Enfin, ce « journalisme citoyen » est souvent réduit à une simple blogosphère, qui reçoit elle-même ses informations de la presse quotidienne. Cette nouvelle sphère médiatique fonctionne ainsi davantage comme une caisse de résonance et de commentaire de l'actualité quotidienne plutôt que comme véritablement productrice d'informations. Le fonctionnement d'un site de publication ouverte tel qu'Indymedia lors des sommets alter-mondialistes est la notable exception (temporaire) à une telle règle : ainsi, lors des manifestations, Indymedia est parvenu en plusieurs occasions à recenser efficacement le nombre d'arrestations et d'éventuels blessés, fonctionnant ainsi comme véritable agence de presse autogérée. En revanche, de tels sites reposent quasiment exclusivement sur la confiance, puisque les critères de vérifiabilité ne sont pas nécessairement ceux en vigueur dans la presse dite « sérieuse » (laquelle, de l'affaire Jayson Blair au New York Times aux articles de Judith Miller dans le même grand quotidien, qui soutenait avec vigueur la thèse mensongère de la présence d'armes de destruction massive en Irak, n'est pas toujours à l'abri de désinformation).

## Prises de positions d'universitaires sur la question de la concentration des médias
Dans leur ouvrage « Médias et Société » paru en septembre 2024, le professeur Alexandre Joux, co-directeur de l'IMSIC et le professeur émérite et ancien membre du CSA, Francis Balle, mettent en avant le fait que les groupes audiovisuels français « souffrent d’un trop grand émiettement » et qu’ils doivent « profiter de la révolution numérique pour procéder à des regroupements ». Ils ajoutent que la règlementation française devrait évoluer et « se donner pour objectif la puissance des acteurs nationaux dans un univers, celui des médias, de plus en plus global ».
Dans une interview donnée à RCF en novembre 2024, Francis Balle considère que la France est devenue une "colonie" des GAFAN. Pour faire face aux plateformes américaines il considère qu'“il aurait fallu au départ se concentrer, au nom de la concurrence, et donc par conséquent de l'intérêt des usagers.” Selon l'universitaire, la concentration des médias aurait donné une place pour la France dans la concurrence mondiale pour la diffusion et la production de contenus. En ce sens il dit préférer “ avoir trois ou quatre grands champions qui sont puissants, chacun, qu'une multitude de canards boiteux. “

### Régulation des médias
Divers moyens de contrôle ou de régulation des médias ont été mis en place, différents selon les époques et les pays.
Des lois anti-trust ont par exemple été votées aux États-Unis, ou plus ou moins complètes et appliquées dans quelques autres pays.
Des instances de régulation existent aux niveaux nationaux (cadrés par les lois nationales), et Européen (regroupées dans une Plate-forme européenne des instances de régulation), qui observent les médias et analysent les phénomènes de concentration et contribuent directement (par des avis) ou indirectement (rapports, veille, etc.) à certaines prises de décisions par les États ou tribunaux.
Au Royaume-Uni, l'impartialité imposée aux chaînes d'information a par exemple été remise en question en 2013. Selon la commission des communications de la Chambre des lords (2013), le grand public est aisément capable de différencier entre des contenus produits de manière impartiale ou partisane et « il pourrait bientôt s’avérer nécessaire de réviser, voire d’abandonner complètement, les exigences d'impartialité auxquelles sont actuellement soumises les chaînes d’information au Royaume-Uni. Proposer des contenus d’actualité en faisant preuve d’impartialité et d’exactitude est une exigence qui s’est imposée depuis l’avènement de la radiodiffusion et qui figure à ce jour aussi bien dans le Code de la radiodiffusion de l’Ofcom, le régulateur britannique des communications, que dans la Charte et l’Accord de la BBC, spécifiquement applicables au radiodiffuseur de service public. Cette exigence contraste nettement avec celle relative à la presse écrite, qui est autorisée à utiliser un angle délibérément provocateur, critique et partisan lorsqu’elle traite de questions d’ordre politique ou relevant de l’intérêt général »,.